# 48-й меридіан західної довготи
48-й меридіан західної довготи — лінія довготи, що лежить на 48 градусів західніше Гринвіцького меридіана. Вона проходить від Північного полюса через Північний Льодовитий океан, Гренландію, Атлантичний океан, Південну Америку, Південний океан та Антарктиду до Південного полюса.
48-й меридіан західної довготи формує велике коло разом із 132-гим меридіаном східної довготи.
48-й меридіан західної довготи є східною межею в Національній топографічній системі Канади.

## Список географічних об'єктів, що перетинає 48° зх. д.
Починаючи на Північному полюсі та рухаючись до Південного полюса, 48-й меридіан західної довготи проходить через:
| Координати                                                 | Країна, територія або море | Примітки |
| ---------------------------------------------------------- | -------------------------- | --- |
| 90°0′ пн. ш. 48°0′ зх. д. / 90.000° пн. ш. 48.000° зх. д.  | Північний Льодовитий океан | |
| 83°41′ пн. ш. 48°0′ зх. д. / 83.683° пн. ш. 48.000° зх. д. | Море Лінкольна             | |
| 82°53′ пн. ш. 48°0′ зх. д. / 82.883° пн. ш. 48.000° зх. д. | Гренландія                 | Проходить через острів Джона Мюррея[en]                                                                                |
| 82°46′ пн. ш. 48°0′ зх. д. / 82.767° пн. ш. 48.000° зх. д. | Атлантичний океан          | |
| 82°30′ пн. ш. 48°0′ зх. д. / 82.500° пн. ш. 48.000° зх. д. | Фьорд Вікторія[en]         | |
| 82°17′ пн. ш. 48°0′ зх. д. / 82.283° пн. ш. 48.000° зх. д. | Гренландія                 | Проходить через Землю Вульфа[en]                                                                                       |
| 60°41′ пн. ш. 48°0′ зх. д. / 60.683° пн. ш. 48.000° зх. д. | Атлантичний океан          | |
| 0°43′ пд. ш. 48°0′ зх. д. / 0.717° пд. ш. 48.000° зх. д.   | Бразилія                   | Пара Мараньян Токантінс Гояс Федеральний округ — проходить західніше Бразилії Гояс Мінас-Жерайс Сан-Паулу              |
| 25°13′ пд. ш. 48°0′ зх. д. / 25.217° пд. ш. 48.000° зх. д. | Атлантичний океан          | |
| 60°0′ пд. ш. 48°0′ зх. д. / 60.000° пд. ш. 48.000° зх. д.  | Південний океан            | |
| 72°32′ пд. ш. 48°0′ зх. д. / 72.533° пд. ш. 48.000° зх. д. | Антарктида                 | Проходить через Аргентинську Антарктиду та Британську Антарктичну Територію (претендують Аргентина та Велика Британія) |